# Joseph Ludvig Kjær
Joseph Ludvig Kjær (født 25. august 1861 i Aarhus , død den 6. november 1935) var en dansk fotograf, som for det meste virkede i Aarhus og omegn.
Hans far var skomagermester Immanuel/Emanuel Kjær (født cirka 1825 i Viborg - død 1899), hans mor Elina Vilhelmine Augusta Ludvigs (født 10. november 1838 i Aarhus).
Ifølge folketællingen fra 1870 og 1880 havde han følgende søskende, som alle var født i Aarhus:
- Louise Maria Elisabeth (20. marts 1860[6] - 9. april 1928[7])
- Emma Rasmine (født 8. maj 1863[8])
- Nicoline Vilhelmine (29. maj 1866[9] - 6. maj 1938[10][11])
- Agnes Margrethe (8. juni 1868 - 6. december 1955)[12][13]
- Louise Ane Christiane (født 9. maj 1870[14]- 22. august 1945[15])
- Rikard Emanuel (7. juli 1874[16] - 22. maj 1945[17])

Han boede i begyndelsen af sit liv på Store Torv 1 i Aarhus, som var ejet af hans familie. Ved folketællingen i 1880 ejede familie stadig huset, men det var kun Jacob Kjær, der boede der. På dette tidspunkt befandt sig allerede et fotografisk atelier i huset, som blev bedrevet af Viggo Emil Svendsen. Ludvig var på dette tidspunkt handelslærling i Klostergade 14 hos købmand Marinus Andersen., mens resten af hans familie boede på Skt. Clemens Torv.
Den 5. maj 1885 åbnede Kjær sit atelier på Store Torv 1. Han reklamerede med, at han har lært i udlandet at arbejde med emulsionsplader.  Han signerede sine billeder med Ludvig Kjær.
I 1886 udkom til jul et album med 10 prospekter fra Aarhus og Omegn. Et år senere udkom nye prospekter af St. Pauls kirken.
I 1888 bidrog han med fire prospekter til jubilæumsalbummet, købstæderne forærede kong Christian IX i anledning af hans 25 års regeringsjubilæum. De fire prospekter viste 1) udsigt over byen fra Bakkehuus, 2) udsigt fra skrænten ved Riis Skov, 3) udsigt over havnen og 4) Sankt Clemens Bro.
Ved folketællingen i 1890 boede Ludvig Kjær igen på Store Torv 1 i Aarhus og arbejdede som fotograf. Emma Rasmine Kjær, hans søster, arbejdede hos ham som "retoucheuse". Hans familie boede på samme adresse. Familien ejede stadig huset.
Ludvig var medlem af den 1890 stiftede "Forskjønnelsesforening for Aarhus og Omegn".
I 1891 udkom 2. oplag af "Prospektalbummet ''Aarhus og Omegn''".
I 1891 blev også Klemenshuset opført på Store Torv 1, mens det byggedes havde Ludvig sit atelier på Søndergade 5. Den 11. april 1892 annoncerede Ludvig, at sit nye atelier åbnes den 19. april, og at han nu tilbyder platinfotografier. Derudover tilbød han to umøblerede værelser til leje.
Den 14. november 1893 blev han i Ebeltoft gift med Hansine Christiane Rudkjøbing, der var født den 17. marts 1871 i Ebeltoft.
Den 21. marts 1900 boede han i København på Lipkesgade 23 i stueetagen. Her er han også anført som logerende ved folketællingen 1901.
Hans kone Hansine og deres datter Esther Kirstine, født den 11. august 1894 i Aarhus, boede ved folketællingen 1901 alene på Store Torv 1, Hansine er opført som fotograf.
Ifølge politiets registerblade boede Ludvig den 1. maj 1902 i Holsteinsgade 19, 5. sal. Nu højstsandsynligt med familien, fordi den 14. maj blev deres andet barn Inger Bolette Eline født i København og døbt den 30. november i Sankt Jakobs Kirken. På et tidspunkt må mindst Hansine være rejst tilbage til Aarhus.
I september 1904 annoncerede Hansine Kjær, at Ludvigs atelier i Aarhus på Store Torv 1 vil ophøre i oktober 1904 og at det vil være hende, der reproducerer samt tager billeder ved nye bestillinger indtil der. Fra den 15. september 1904 solgtes også pladerne til de portræterede. Hans prospektfotografier Aarhus og Omegn og Det gamle Aarhus blev derudover tilbudt til udsalgspris. Ved folketællingen i 1906 arbejdede Christian Jensen som fotograf på Store Torv 1.
Ifølge informationerne fra Det Kgl. Bibliotek døde Ludvig den 6. november 1935.

## Links
- Joseph Ludvig Kjær på fotohistorie.com, hvor der bl.a. kan ses prospekter fra Aarhus